# Emilie Paravicini-Blumer

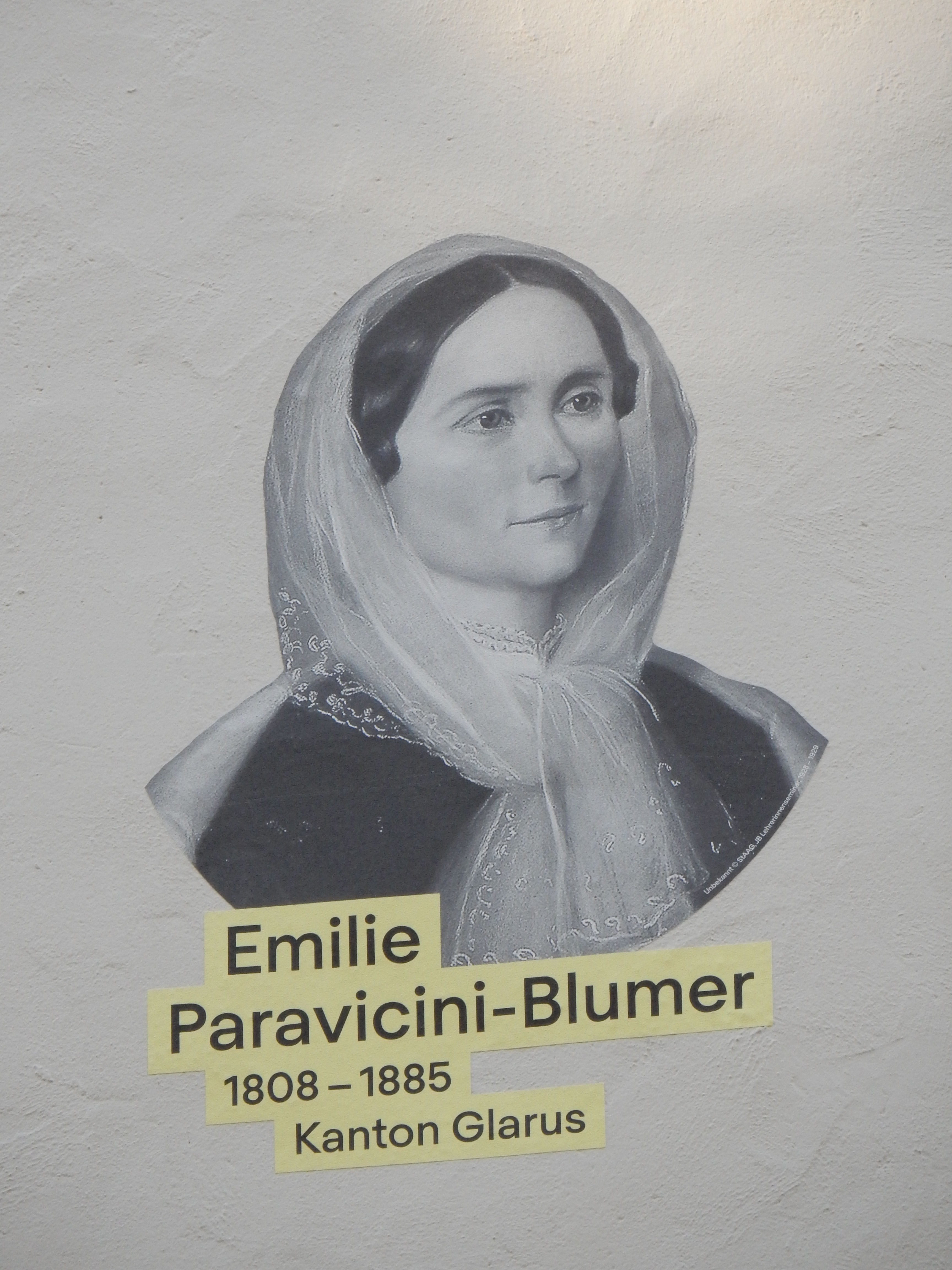
Paravicini-Blumer, gestaltet nach einem Farbporträt durch Betsy Meyer, nach 1847, heute in Privatbesitz

Emilie Paravicini-Blumer (geboren am 14. Februar 1808 in Mollis; gestorben am 3. Februar 1885 ebenda) war eine Schweizer Sozialaktivistin und Homöopathin.

## Leben
Emilie Blumer war die Tochter des Johann Jakob Blumer (1781–1842) und dessen Frau Anna, geborene Müller. Sie war das älteste von insgesamt acht Kindern. Ihr Vater war Arzt, und nach seiner Erblindung benötigte er die ständige Unterstützung seiner Tochter, die so auch früh an die Themen Medizin und Heilkunde herangeführt wurde. Ihre Allgemeinbildung erhielt Blumer von ihrer Mutter, sowie später durch eine Hauslehrerin. 1825 wurde die Ehe mit Bartholome Paravicini (1809–1862) arrangiert, dem Sohn des Glaruser Ratsherrn und Händlers Johannes Paravicini. Er wurde als geistig zurückgeblieben angesehen, und erneut wurde Emilie als ständige Begleiterin und später als sein Vormund benötigt. Die für sie unangenehme Ehe sicherte dennoch die Existenz ihres Elternhauses, da sie als Vormund ihres Gatten das Familienvermögen verwaltete.
1836 zog das Paar von Glarus in ihren Geburtsort Mollis zurück, wo Paravicini-Blumer sich in den 1830er Jahren für polnische Emigranten sowie später für die Gründung einer Mädchenschule einsetzte. Sie pflegte eine umfassende und grossteils bis heute bewahrte Korrespondenz mit anderen liberal denkenden Menschen ihres Kantons, hauptsächlich Verwandten und Freundinnen. Nach dem Brand von Glarus 1861 organisierte Paravicini-Blumer eine Verteilung von Hilfsgütern. 
Als Pflegerin ihres Mannes, der 1862 starb, interessierte sie sich wieder verstärkt für Medizin. Als Autodidaktin eignete sie sich Kenntnisse in der Homöopathie an, unter anderem durch das Studium der Schriften von Samuel Hahnemann, Samuel André Tissot und Arthur Lutze. Ihre eigenen Vorstellungen zur Naturheilkunde schlugen sich auch in ihrer Korrespondenz nieder, in welcher sie diese als die Medizin der Armen verteidigte. Sie begann in den 1870er Jahren selbst zu praktizieren und erlangte dadurch erhebliches Ansehen in ihrem Ort. Sie stellte sich damit gegen die etablierte Ärzteschaft, welche ihr Kurpfuscherei und Quacksalbertum vorwarfen, allen voran ihr Widersacher, der Schulmediziner Fridolin Schuler. Allerdings wurde laut Strafgesetzbuch von 1857 das unbefugte Ausüben der Heilkunde nur bei schweren Verfehlungen eines Heilkundlers geahndet. 1874 wurde diese praktische Freigabe des Ärzteberufs durch die Landgemeinde Glarus mit ausdrücklichem Bezug auf den «Fall Paravicini-Blumer» bestätigt.